# Jacob van der Schley
Jakob van der Schley, auch von der Schley (* 26. Juli 1715 in Amsterdam; † 12. Februar 1779 ebenda) war ein niederländischer Zeichner und Kupferstecher.

## Leben

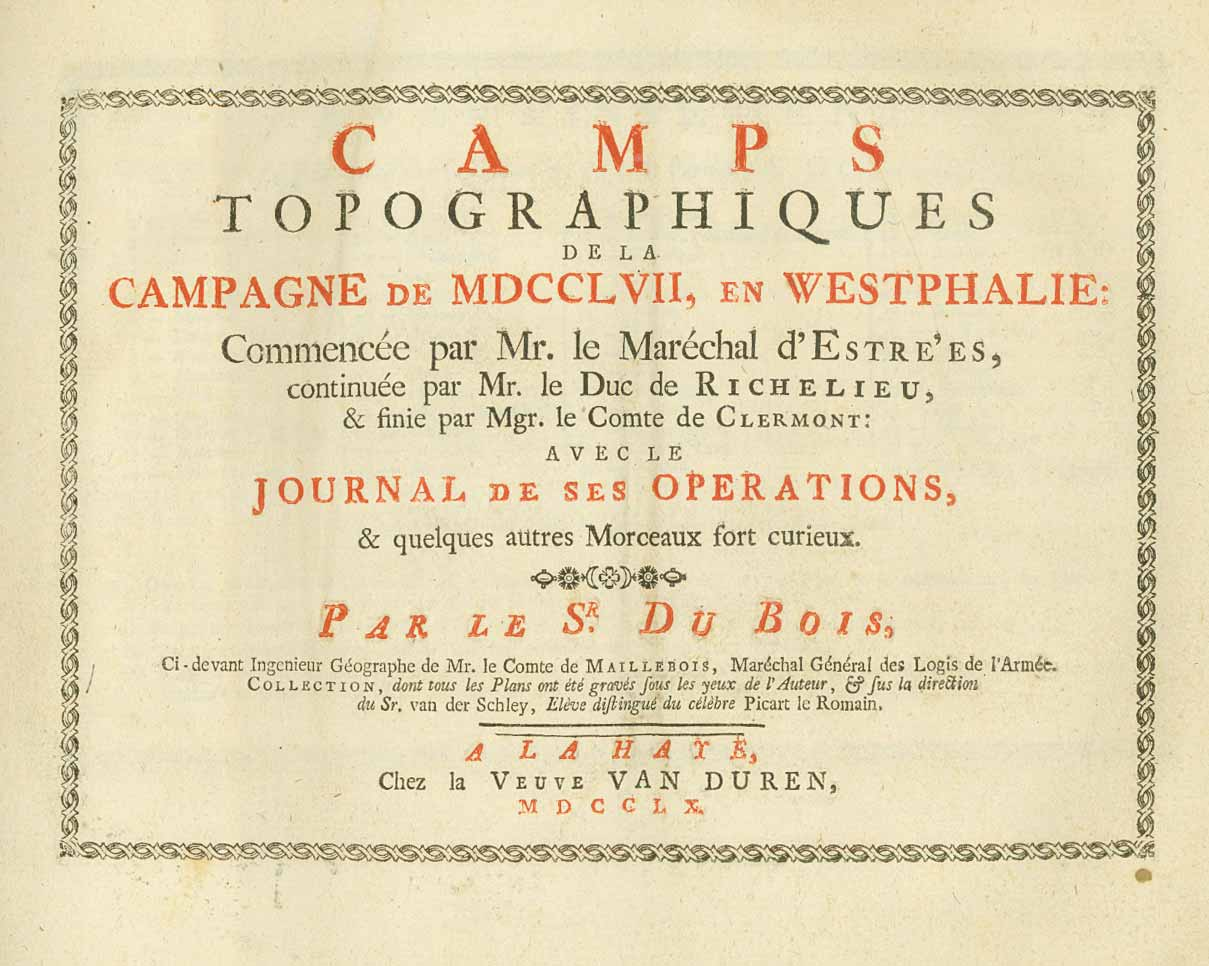
Innentitel der Stichesammlung auf Französisch, Übersetzung siehe Bildbeschreibung

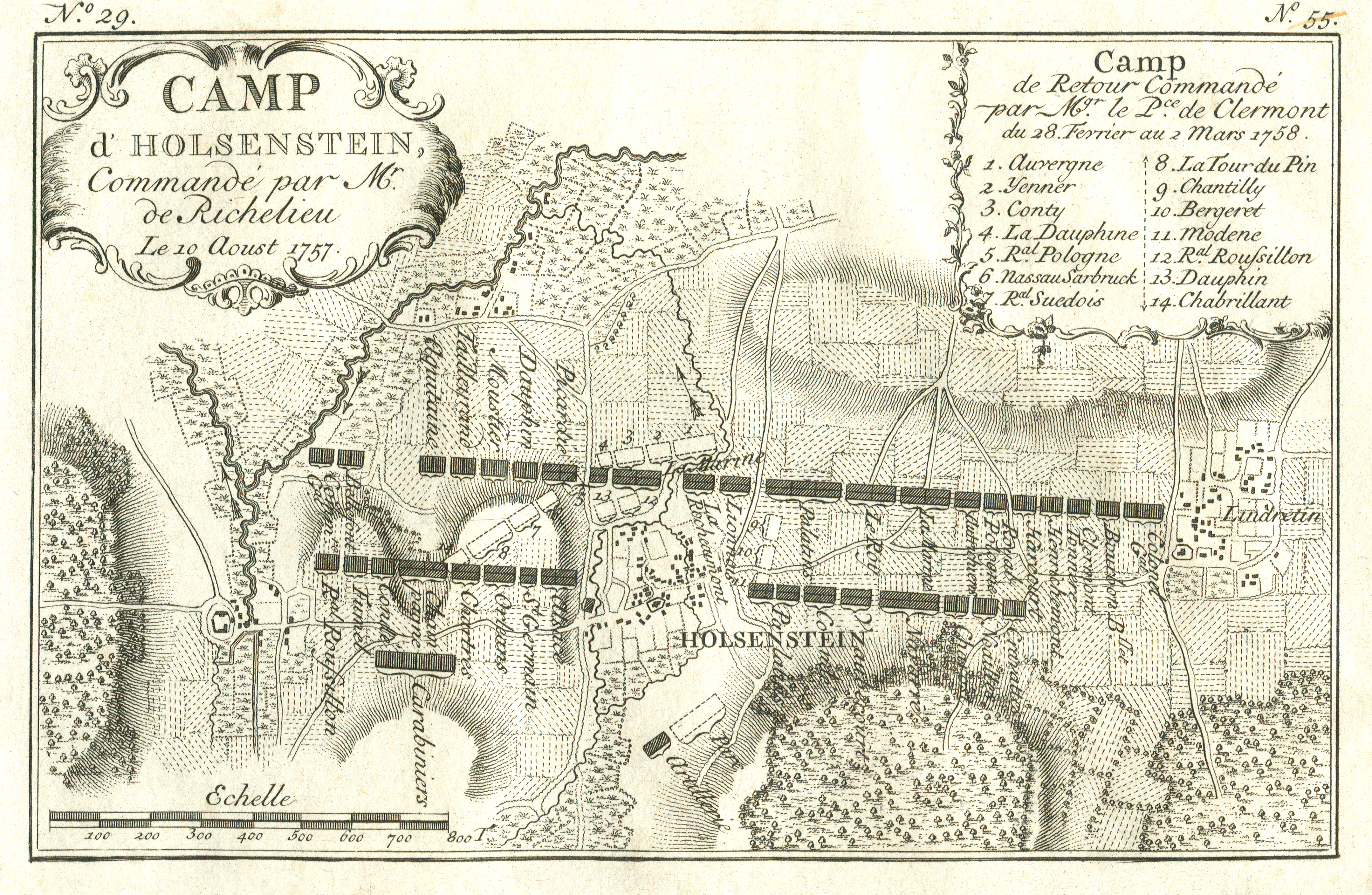
1757/58: Feldlager und Gebäude in Bredenbeck am Deister, Holtensen und Linderte

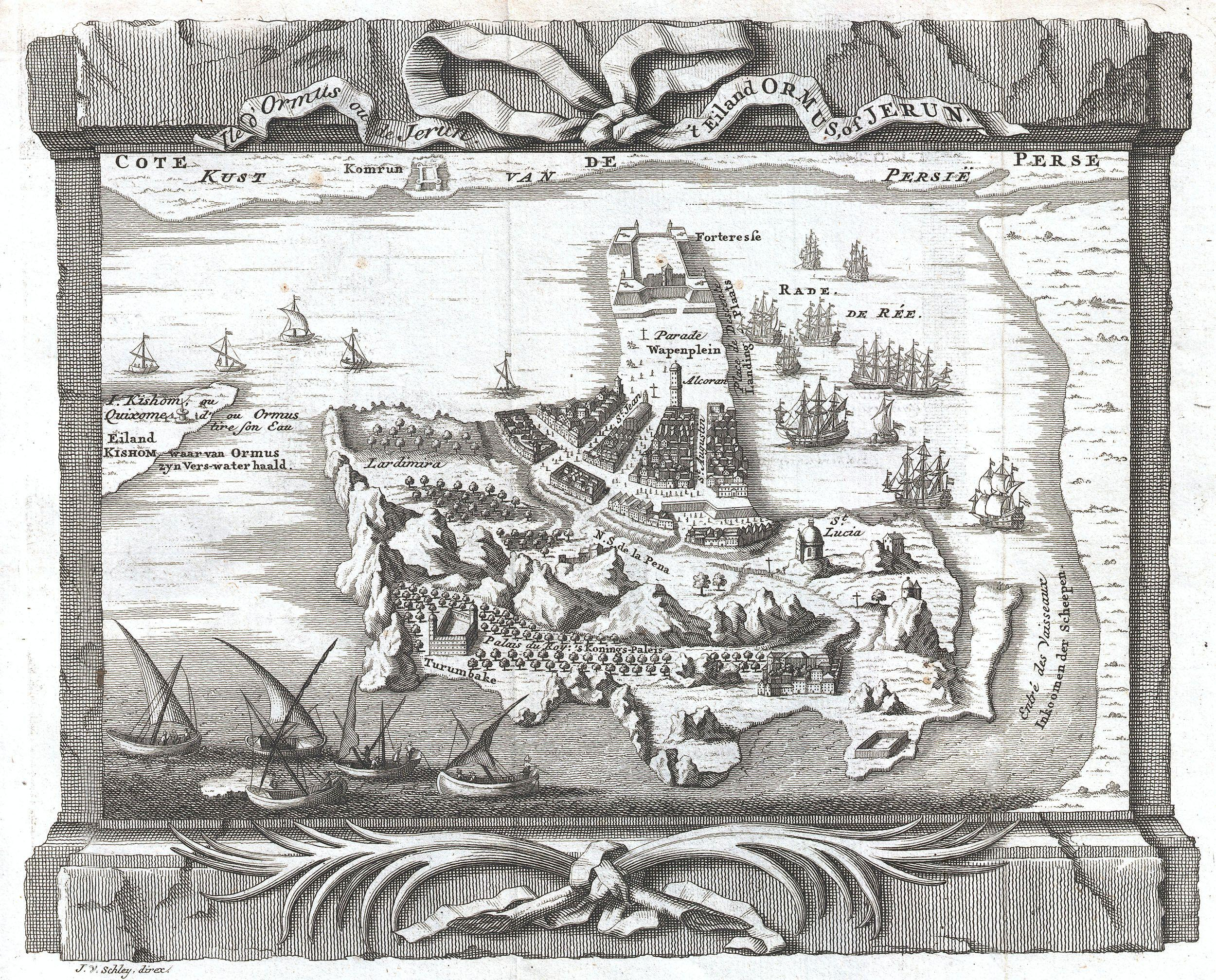
Hormus (Insel) 1750

Über den Werdegang des Kupferstechers Jakob van der Schley ist wenig bekannt. Aus dem Innentitel eines Buches mit der Stichesammlung aus dem Siebenjährigen Krieg von 1760 geht hervor, dass er ein „hochgeachteter Schüler des berühmten Picart le Romain“ gewesen sei. Die Karten in dem Buch, übersetzt Topographische Karten der Lager des Feldzuges von 1757, in Westfalen, stellen teilweise die ältesten Pläne verschiedener Orte dar, wie beispielsweise der von Bredenbeck.
Schley war seit seinem 12. Lebensjahr Schüler Picarts. Nach dem Tod seines Lehrers vollendete er dessen angefangene Kupferplatten. Sein Fachgebiet, bei dessen Bearbeitung ihm sein jüngerer Bruder Philipp van der Schley (1724–1817) half, waren überwiegend Buchtitel und Vignetten.

## Werke (unvollständig)
- Prosper (Prosperus) Marchand, Jakob van der Schley: Histoire de l’origine et des premiers progrès de l’imprimerie, La Haye, Le Vier Veuve, Pierre Paupie, 1740
- Camps topographiques de la campagne de MDCCLVII, en Westphalie, hrsg. von Du Bois, La Haye (à la Veuve van Duren) 1760